# Logia (novela)
Logia es una novela del tipo thriller conspirativo e histórico escrita por Francisco Ortega y publicada por la Editorial Planeta el 1 de agosto de 2014; es el segundo volumen de la Trilogía de los Césares, que comienza con El verbo Kaifman (2015) y finaliza con Andinia, la catedral antártica (2016).
La historia narra las aventuras del novelista chileno, Elías Miele, un escritor de best-sellers que se ve inmerso en una aventura similar a las que suele relatar en sus libros desde el momento en que dos colegas son asesinados.
La novela se posicionó como best seller luego de agotar 5 ediciones y vender un total de 20 mil ejemplares en cinco meses.

## Sinopsis
La vida de aventuras y peligros que Elías Miele, escritor chileno de novelas conspirativas, plasma en sus libros comienzan a hacerse realidad luego de descubrir que Bane Barrow y Javier Salvo-Otazo, escritores extranjeros y contra partes de Miele, mueren de manera poco convencional. Poco después, Elías Miele descubre la conexión entre las muertes de sus colegas: La cuarta carabela, una novela que los tres escritores estaban trabajando de manera separada y que se basa en el misterioso cuarto barco que acompañó a Cristóbal Colón en su llegada a América y de los tesoros que esta ocultaba.
Elías Miele comienza una carrera de supervivencia junto a Princess Valiant, una joven chica inglesa y exsecretaria de Bane Barrow, luego de descubrir que una organización evangélica estadounidense busca impedir la publicación del libro, mientras trata de acabar con el dominio de la Iglesia católica en América Latina.

## Personajes

### Ficticios
- Elías Miele – Exitoso escritor chileno erradicado en Estados Unidos tras un conflicto luego la publicación de su novela. Miele descubre que La cuarta carabela, libro en el que está trabajando, representa un punto de conflicto luego que dos colegas fueran asesinados investigando el mismo tema. Miele conoce a Princess Valiant y a Ginebra Laverence, quien desea saber la conexión entre él y Valiant. Elías viaja a Madrid donde se encuentra con Juliana para hablar sobre los sucesos que están ocurriendo, y luego a Buenos Aires donde es encontrado por Ginebra. Ambos viajan a Santiago de Chile para detener el secuestro de Andrés Leguizamón por parte de Juliana y Valiant. En Santiago, Elías es chantajeado por Juliana al saber que tienen a su hija bajo su poder y debe cumplir un mandato de los captores. Un año y medio después de lo ocurrido, Elías es invitado a la Basílica de Nuestra Señora del Perpetuo Socorro a descubrir un secreto oculto hace años bajo las instalaciones.
- Princess Valiant – Joven chica inglesa, pelirroja y ex-asistente de Bane Barrow. Valiant aparece en escena en medio de una conferencia de Elías en UCLA, quien le muestra un código cifrado encontrado en el cuerpo de Barrow, cifrado que hacía referencia a Bernardo O'Higgins. Valiant acompaña a Elías a Madrid para descubrir la verdad sobre los asesinatos, pero luego traiciona a Elías en Argentina secuestrando a Andrés Leguizamón. Princess Valiant muere de un disparo en manos de Joshua Kincaid, bajo las catacumbas del metro de Santiago.
- Ginebra Leverance – Agente del FBI con una herida de bala en su ojo. Laverance impide que Elías tome un vuelo con el fin de interrogarlo sobre Princess Valiant. Leverance se pone en contacto con su padre, Caleb Leverance Jackson (miembro de "La Hermandad"/"La Familia"), para explicarle lo que está ocurriendo con Elías Miele. Ginebra localiza a Elías y viaja a encontrarlo en Argentina, donde le cuenta las verdaderas intenciones de Juliana de Pascuali. Ella y Elías viajan a Santiago para impedir y terminar con el plan de Juliana, junto a Princess Valiant y Luis Pablo Bayó.
- Juliana de Pascuali – Viuda de Javier Salvo-Otazo, quien encuentra un mensaje cifrado en el cuerpo de su marido, que hacía referencia a Domingo Perón. Juliana viaja junto a Elías a Argentina para descifrar lo que está pasando, pero luego secuestra a Andrés Leguizamón tras conocer sus verdaderas intenciones. En Chile, es enfrentada por Elías y Ginebra Leverance.
- Luis Pablo Bayó Salvo-Otazo – Coronel retirado del Ejército del Aire de España y primo de Javier Salvo-Otazo, quien se une en la investigación de Elías junto a Juliana y Princess Valiant. Bayó logra que Elías pueda viajar a Argentina sin la autorización del FBI, pero luego secuestra a Andrés Leguizamón en Santiago, junto a Juliana y Princess Valiant.
- Andrés Leguizamón – Escritor argentino y autor de El código Perón quien se reúne con Elías y le explica la existencia de la tecnología tras los hemowares. Leguizamón es secuestrado por Juliana, Bayó y Princess, y es llevado a Santiago, donde es asesinado.
- Joshua Kincaid – Diácono de "La Hermandad". Kincaid viaja a Santiago de Chile a una reunión con miembros de "La Hermandad" para discutir qué hacer con Elías Miele y luego le dispara a Princess Valiant.

### Reales
- Magallanes / Lorencito Carpio – joven mestizo peruano; mozo y amante de Bernardo O'Higgins, a quien le saca los ojos tras su muerte en Lima, y quien viaja al navío Eleonora Hawthorne bajo órdenes de su patrón.
- Rosa O'Higgins – Hermana de Bernardo O'Higgins, asentada en Lima; doña Rosa despide a Magallanes tras la muerte de su hermano.
- Javiera Carrera – Anciana que conoce a Magallanes en Buenos Aires en 1843, a quien quiere utilizar para una venganza futura.

## Concepción
Según Ortega, en 2008, mientras se encontraba trabajando en la serie La Historia de Chile en Cómic, publicada por el diario Las Últimas Noticias, manifestó su interés en la historia oculta de la Logia Lautaro, por lo que comenzó a investigar y a realizar distintos viajes a viajes a Madrid, Toledo y Buenos Aires en busca de respuestas. En total fueron 6 años de trabajo, de los cuales 5 fueron de investigación, y recién en 2012 comenzó a redactar la forma final de la novela. 

## Adaptación
En 2015, Logia ganó los fondos otorgados por la Corporación de Fomento de la Producción en la categoría de escritura de guiones y preproducción para adaptar la novela a la televisión; el 9 de agosto del año siguiente Ortega confirmó que se estaba trabajando en la adaptación y el 6 de diciembre publicó en su cuenta de Instagram una fotografía en Demente Films acompañada del texto: "...equipo a full en cierta serie basada en cierto libro", sin explicitar de qué novela estaba hablando.
A finales de 2017, Ortega confirmó a través de Instagram a los actores Daniela Ramírez y Alfredo Castro en los papeles de Princess Valiant y Elías Miele respectivamente, y explicó que las grabaciones corresponden al teaser trailer de la serie.